# كارل نيلسون (حكم كرة قدم)
كارل نيلسون (بالسويدية: Karl-Erik Nilsson)‏ هو حكم كرة قدم سويدي، ولد في 6 مايو 1957 في Emmaboda ‏ في السويد.